# Bok de Korver
Johannes Marius ("Bok") de Korver (Rotterdam, 27 januari 1883 – aldaar, 22 oktober 1957) was een Nederlands voetballer. Hij was een van de eerste internationals en won met het Nederlands elftal tweemaal een bronzen medaille op de Olympische Zomerspelen: in 1908 in Londen en in 1912 in Stockholm. De Korver speelde zijn hele carrière voor Sparta, waarmee hij vijfmaal landskampioen werd.

## Levensloop

### Jeugdjaren
Johannes Marius de Korver werd in 1883 geboren aan de Oude Binnenweg 91 in Rotterdam, als tweede zoon van pakhuisknecht Engelbertus de Korver en huisvrouw Johanna van Ooijen. Zijn ouders waren in 1879 uit Den Haag verhuisd en openden twee jaar na de geboorte van Jo, zoals hij binnen het gezin werd genoemd, een winkel in ijzerwaren en huishoudelijke artikelen aan de Kruiskade. Op de plaats van de kleine winkel staat nu het Hilton Hotel.
De Korver leerde op straat voetballen met een tennisbal, waarmee hij met enkele vrienden op kleine terreintjes rond de Kruiskade en de Diergaardelaan oefende. Pas na de middelbare school (HBS) schreef hij zich op 17-jarige leeftijd in bij de kleine voetbalclub Constantia, die later zou opgaan in het grotere Volharding. De vereniging speelde op het Schuttersveld, evenals Victoria, Celeritas, Rapiditas en het grote Sparta. Veel van de kleinere clubs hadden te kampen met het feit dat Sparta een enorme aantrekkingskracht had op de voetballers en ook De Korver stapte in 1902 over naar de Kasteelclub. Deze overstap had deels te maken met het feit dat het eerste elftal van Volharding dat jaar was ingedeeld in een verre zuidelijke competitie zonder veel prestige. Op voordracht van de heren Konert, Buskop en De Meijere werd de verdediger op 29 september unaniem aangenomen als actief lid van Sparta door de ballotagecommissie.

### Sparta
De Rotterdammer maakte de eerste bloeiperiode van Sparta aan het begin van de twintigste eeuw mee. Hij maakte zijn debuut voor het eerste elftal in een vriendschappelijk treffen tegen een team van Delftse studenten (D.S.V.V. "Ouwe Schoen"). Zijn eerste competitiewedstrijd vond plaats op 19 oktober 1902, tegen het Amsterdamse RAP, op dat moment een grote club in verval. Een uitspraak van zijn tegenstander verscheen in de kranten, wat opvallend genoemd mocht worden, aangezien sport in die periode amper de aandacht had van de pers. Volgens een speler van RAP had hij zijn handen volgehad aan de Rotterdamse heren, "want naast die toen al snelle Rein Boomsma, hadden ze me daar een knaap, Korvers of Korver of hoe die heten mag. Ik beloof je, die jongeman heeft wat in zijn mars. Daar zullen we meer van horen."
Al snel bleek deze tegenstander gelijk te krijgen. Onder leiding van De Korver, die door zijn conditie en wedstrijdmentaliteit door veel Spartanen als een natuurlijk leider werd gezien, verbeterden de prestaties aanzienlijk. Voor het seizoen 1903–1904 werd de dan pas 20-jarige verdediger tot aanvoerder benoemd. Toen er in 1908 een professionele trainer werd aangesteld, de Brit Edgar Chadwick (die daarnaast ook het Nederlands elftal coachte), reageerde Bok gelaten – hij had geen boodschap aan alle tactiekbesprekingen van de Engelsman en wilde liever gewoon voetballen. Terwijl onder de rest van de selectie almaar meer animo ontstond voor de intensieve trainingen en handige tips van Chadwick, liet diens aanpak De Korver koud. De invloed van de Engelsman op de prestaties van Sparta was echter duidelijk merkbaar; de club bleef groeien en de top van de divisie kwam dichterbij.

#### Gouden periode

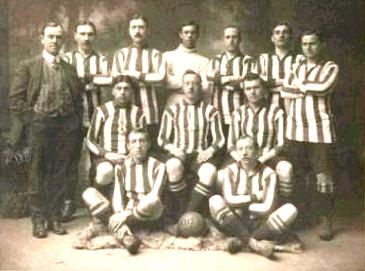
Kampioensfoto van Sparta uit 1913. De Korver is de tweede van links

In 1907 verhuisde De Korver met Sparta van het Schuttersveld naar het sportterrein aan de Prinsenlaan, nabij het Kralingse Bos. Twee jaar later wordt de club voor het eerst in de historie landskampioen. Vele Rotterdammers vierden het kampioenschap mee: het was na het allereerste kampioenschap van Concordia de eerste keer dat een Rotterdamse ploeg de titel veroverde. In de decennia daarvoor was deze meestal naar een Haagse of Amsterdamse club gegaan. Het daaropvolgende seizoen won Sparta de Zilveren Bal, op dat moment het belangrijkste bekertoernooi. De club werd weliswaar tweede achter het Haagse HVV, maar in de daaropvolgende vijf jaargangen kon aanvoerder De Korver viermaal achtereen de beker omhooghouden. De belangrijkste wedstrijd voor de verdediger vond plaats op 19 mei 1912, op de laatste dag van het seizoen. De club had één punt nodig om kampioen te worden, maar gedurende een groot deel van de wedstrijd stond tegenstander Ajax met 1-0 voor. In de laatste minuut scoorde De Korver echter met zijn knie de gelijkmaker, waardoor de titel alsnog naar de Rotterdammers ging.
Tijdens deze gouden jaren was de verdediger de spil en spelmaker van de ploeg, die weliswaar als directe taak had om de midvoor van de tegenstander te bewaken, maar tegelijkertijd voor de opbouw zorgde en een vrije rol had op het veld. Voorafgaand aan een belangrijke wedstrijd tegen HVV in 1911 maakte trainer Chadwick echter duidelijk dat De Korver de hele wedstrijd bij de gevreesde jonkheer Constant Feith, de Haagse midvoor, in de buurt moest blijven. De Rotterdammer reageerde echter onwillig en zei: "Ik voetbal, want ik vind voetbal plezierig, ik voetbal niet om een tegenstander een wedstrijd lang te volgen." Hij koos er vervolgens voor niet te spelen, waardoor de technische staf zich gedwongen zag voor de spil van het tweede elftal te kiezen. De Korver had in de loop der tijd een dusdanige hoeveelheid krediet opgebouwd bij de Sparta-supporters dat hij zich een dergelijke actie kon veroorloven.
In 1913 werden zowel het landskampioenschap als de Zilveren Bal veroverd. Tevens werd De Korver, dan 30 jaar oud, uitgeroepen tot erelid van Sparta. Vanwege de dreiging van de aankomende Eerste Wereldoorlog werd hij het daaropvolgende seizoen gestationeerd in een garnizoen in Leerdam, waar hij werd toegevoegd aan het 35e bataljon 4e compagnie van de Landwachtinfanterie. Sparta, dat naast De Korver nog een aantal belangrijke spelers zag worden opgeroepen, wist de titel niet te prolongeren. Ondanks protesten van de secretaris van de club had de legerleiding namelijk geen boodschap aan competitieverplichtingen, waardoor de spelers een groot aantal wedstrijden misten. Wel toonde Defensie zich bereid een competitie binnen de strijdkrachten te organiseren. Het elftal van Bok de Korver, dat onder leiding stond van de heer Des Tombes, leverde goede prestaties binnen de twaalf teams tellende competitie. Het jaar daarop keerden de meesten echter weer terug naar Sparta en het kampioenschap werd heroverd op HVV.

#### Verval van de club
Na 1915 zette echter het verval in. In 1916, het jaar waarin Sparta naar Het Kasteel verhuisde, werden nog de NOC-beker en het kampioenschap van de afdeling West veroverd, maar De Korver, een belangrijke spil binnen het elftal, was al halverwege de dertig en zijn conditie verminderde met het seizoen. Wel was zijn jubileum in 1918 – hij speelde zijn 350e wedstrijd voor Sparta – reden voor een groot feest en een jaar later, op 13 mei 1919, werd hij door de Rotterdamse Voetbalbond uitgeroepen tot erelid. De geboren Rotterdammer kon echter niet voorkomen dat zijn club in het seizoen 1920–1921 uit de hoogste divisie degradeerde. Mede door de winnaarsmentaliteit van de toen al 39-jarige De Korver wisten de Rotterdammers al binnen een jaar terug te komen. Tijdens een groot overwinningsfeest werden twee bronzen standbeelden onthuld ter ere van De Korver en voorzitter M.J. Overeynder. Het had echter weinig gescheeld of de verdediger had niet kunnen delen in de feestvreugde.

#### Aan de dood ontsnapt

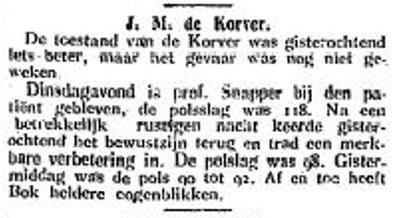
Krantenbericht uit juni 1922 in dagblad Het Vaderland over de situatie van De Korver

In de zomer van 1922, vlak na de huldigingen, werd De Korver ernstig ziek. Hij bleek last te hebben van een verwaarloosde longontsteking, veroorzaakt door het roken van vele sigaretten en sigaren. Zijn situatie verslechterde snel en hij moest worden opgenomen in het ziekenhuis. Een tijd lang was hij aan het bed gekluisterd en de Rotterdamse media berichtten vrijwel dagelijks over de publiekslieveling. Op de mededeling dat hij het mogelijk niet zou overleven, werd in het hele land geschokt gereageerd. Dankzij de hulp van dokter Koning en professor Snapper, die tevens scheidsrechter was, herstelde hij echter volledig.
Kort na zijn terugkeer maakte De Korver bekend binnen afzienbare tijd te willen stoppen met voetballen. Hoewel hij al 40 was, kwam de mededeling voor velen als een verrassing. Zijn laatste officiële wedstrijd speelde de verdediger op 18 maart 1923, toen Sparta in een uitverkocht Kasteel met 1-0 van Feyenoord won. Onder de toeschouwers waren een groot aantal hoogwaardigheids bekleders, die elk de laatste eer wilden bewijzen aan het clubicoon. De persaandacht voor zijn afscheid was nog vele malen groter dan die voor zijn jubileum vijf jaar eerder. Bij zijn vertrek had hij in totaal 21 jaar voor de Rotterdamse club gespeeld, langer dan wie ook. Voor onder meer deze verdienste werd hij vlak na zijn laatste wedstrijd benoemd tot erelid van de Koninklijke Nederlandse Voetbalbond.

#### Bestuurslid bij Sparta
Nadat De Korver was gestopt met voetballen bleef hij actief binnen Sparta als bestuurslid technische zaken. In deze functie was hij tot 1944 verantwoordelijk voor het eerste elftal, wat hem de bijnaam de twaalfde man opleverde. Daarnaast was hij lid en later voorzitter van de Zilveren Bal-commissie, een trofee voor de beste speler. In 1951 reikte hij deze uit aan Rinus Terlouw, de eerste grote spelmaker bij Sparta na De Korver.
Al sinds het begin van de twintigste eeuw was de voormalig stervoetballer actief bij de Rotterdamse gemeente, waar hij in de loop der tijd was opgeklommen tot chef van het Bureau van Lichamelijke Opvoeding van de afdeling Onderwijs en Volksontwikkeling, een functie die hij op 1 september 1948 neerlegde om met pensioen te gaan: hij was op dat moment 65 jaar oud. Tijdens een afscheidsfeest op het stadhuis van Rotterdam kreeg hij van de Federatie van Nederlandse Journalisten een zilveren erepenning aangeboden. Vijf jaar later werd er door een comité onder leiding van NOC*NSF-voorzitter Karel Lotsy (achterneef van zijn voormalige ploeggenoot bij het Nederlands elftal Dirk Lotsij) een huldiging georganiseerd. Hij werd door het comité als volgt beschreven: "Bok de Korver is een bijna legendarische figuur geworden. Hij was een groot spil, die zijn weerga niet heeft gehad. Hij was een sportman in de beste zin des woords en door zijn spel een propagandist, aan wie het Nederlandse voetbal veel verschuldigd is."

### Nederlands elftal
De Korver behoorde tot de groep voetballers die werd opgeroepen voor de allereerste officiële interland van het Nederlands elftal, op 30 april 1905 in Antwerpen tegen België. Hij zou tot 1913 uitkomen voor Oranje.

#### Eerste interlands
Samen met onder meer Dirk Lotsij, Eddy de Neve en Reinier Beeuwkes zorgde De Korver op 22-jarige leeftijd voor een 4-1-overwinning in de eerste interland in en tegen België. Ook voor de tweede wedstrijd werd hij door bondscoach Cees van Hasselt opgeroepen. Dit zou de eerste officiële internationale wedstrijd op Nederlandse bodem worden. De wedstrijd eindigde in een afgemeten 4-0 winst voor Oranje, De Korver maakte het eerste doelpunt. Het Rotterdamsch Nieuwsblad, organisator van de wedstrijd, beschreef het doelpunt als volgt:

De Korver, Sparta’s captain, die van het begin van den wedstrijd af enorm spel vertoond heeft, ja zelfs Kamperdijk en Kessler heeft overtroffen, neemt den bal van Van der Stappen af, passeert Dedecker, Poelmans en van Hoorden, zal schieten, maar de bal gaat rakelings langs het doel … Reeds juicht een deel van het publiek, maar alles is weer te beginnen! Drie minuten later haalt De Korver ongeveer dezelfde truc uit, thans met succes, want voor het goal gekomen, richt hij den bal en met een niet al te hard maar zeker schot heeft Nederland door een Rotterdammer de leiding gekregen (1-0).

#### Verstoten en teruggekeerd
Ook in de twee daaropvolgende wedstrijden, beiden tegen België, speelde De Korver mee. Zowel in Rotterdam als Antwerpen bleken de Belgen te sterk: met respectievelijk een 0-5 en een 3-2-eindstand zorgden ze voor een ommekeer in de verhoudingen. Wel groeide de Rotterdammer uit tot een publiekslieveling onder het Nederlandse volk. Echter, voor de drie wedstrijden die daarop volgden werd hij verrassend genoeg niet meer opgeroepen door bondscoach Van Hasselt; de verdediger werd hiermee gestraft voor het feit dat hij weigerde op trainingen te komen, omdat hij oefeningen voor een wedstrijd onsportief vond.
De verbanning van De Korver bleek echter niet lang houdbaar, aangezien er felle protesten ontstonden onder de voetballiefhebbers. In de met 12-2 verloren uitwedstrijd tegen de Engelse amateurs op 21 december 1907 werd hij om die reden weer opgesteld. Hij hoefde van de bondscoach niet meer mee te trainen en dus waren beide partijen tevreden. In de wedstrijd daarop, opnieuw uit tegen België, zagen 2000 toeschouwers De Korver zijn enige interlanddoelpunt uit zijn carrière maken: in de 85e minuut schoot hij de 1-4 binnen en bepaalde daarmee de eindstand. De overige doelpuntenmakers van die dag waren Cas Ruffelse en Jan Thomée (2x) voor Nederland, en Maurice Vertongen aan Belgische zijde.

#### Olympische Spelen

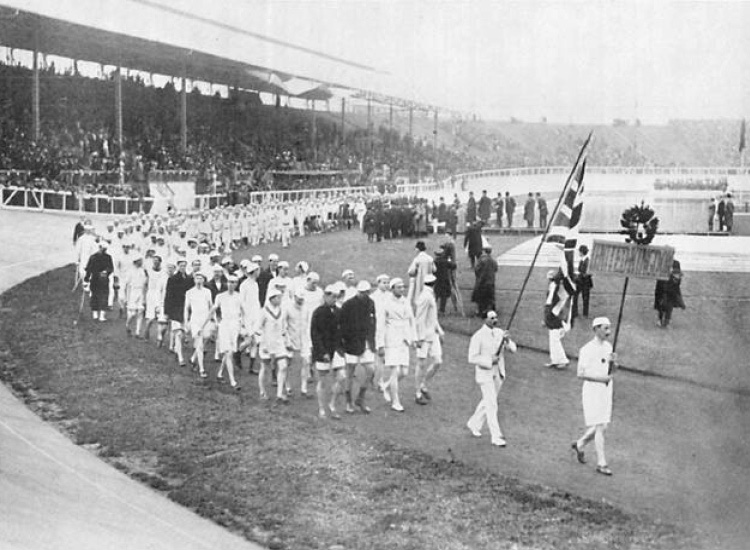
Openingsceremonie van de Olympische Zomerspelen 1908 in Londen, waar het Nederlands elftal de bronzen medaille won.

Op de Olympische Zomerspelen van 1908 in Londen werd voor het eerst gevoetbald. In totaal deden er zes teams mee uit vijf landen: Groot-Brittannië, Denemarken, Zweden, Nederland en twee Franse elftallen. Omdat Bohemen en Hongarije zich vlak van tevoren hadden teruggetrokken begon Nederland in de halve finale. Van Engeland werd met 4-0 verloren, waarna tegen Zweden, met De Korver als captain, alsnog een bronzen medaille in de wacht werd gesleept.
Ook op de Olympische Spelen van 1912 was Nederland van de partij. In de eerste ronde werd met 4-3 met gastland Zweden afgerekend, waarna Oostenrijk in de kwartfinale de tegenstander was. In deze met 3-1 gewonnen wedstrijd zat De Korver echter op de bank, evenals tijdens de verloren halve finale tegen Denemarken. Ook in de bronzen finale was de Rotterdammer er niet bij, toen Finland met 9-0 werd opgerold.

#### Engeland verslagen
1913 was een belangrijk jaar voor de verdediger. Niet alleen behaalde hij het landskampioenschap en de beker met Sparta, waar hij tot erelid werd uitgeroepen, maar hij speelde tevens mee in de historische interland tegen Engeland op 24 maart van dat jaar. 16.000 toeschouwers zagen in de Houtrust in Den Haag Nederland met 2-1 de uitvinders van het moderne voetbal verslaan, door middel van twee doelpunten van mede-Spartaan Henri "Huug" de Groot. De winst, waar De Korver als aanvoerder aan had bijgedragen, werd gevierd als een enorme triomf. Voorafgaand aan de interland was hij al gehuldigd: het was zijn dertigste.
Zijn laatste wedstrijd voor het Nederlands elftal was opnieuw tegen Engeland. Op 13 november 1913 verloor Oranje met 2-1 in Hull. Na het uitbreken van de Eerste Wereldoorlog werden er een tijd lang geen interlands meer gespeeld en toen de oorlog in 1918 was afgelopen was de Rotterdammer al 35 jaar; hij vond zichzelf niet goed genoeg meer voor de beste elf en besloot zich niet meer beschikbaar te stellen. Wel zou hij nog vijf jaar voor Sparta in clubverband uitkomen. Bij zijn afscheid van het nationale elftal had hij 31 wedstrijden gespeeld en was daarmee de eerste recordinternational. Hij zou deze titel behouden tot het eind van 1925, toen Harry Dénis hem afloste aan de kop van het klassement.

### Persoonlijk

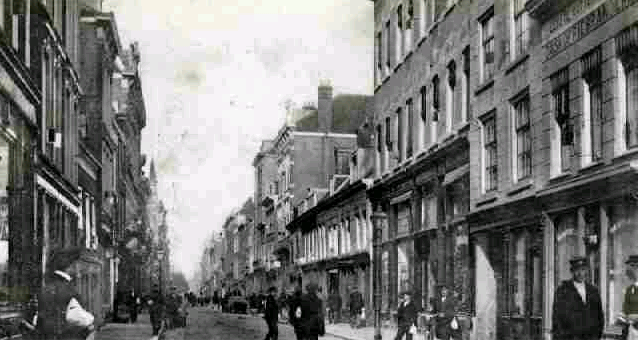
De Oude Binnenweg in Rotterdam, waar De Korver in 1883 werd geboren

Aangezien er aan het begin van de twintigste eeuw nog geen betaald voetbal bestond, was het voor voetballers noodzakelijk om er nog een baan naast te hebben. Vanaf 1913 zat De Korver namens de liberale Vrijheidsbond in de Rotterdamse gemeenteraad. Daarnaast was hij referendaris en hoofd van de afdeling Sport en Recreatie voor de gemeente.
Op 3 december 1914 trouwde De Korver met de 23-jarige Henriette Jeanette Fruin, de dochter van een vooraanstaande lokale wijnhandelaar. Het nieuwe koppel verhuisde naar de Burgemeester Meineszlaan 108. In 1915 werd dochter Annie geboren, een jaar later gevolgd door zoon John. Deze zou enkele jaren na het afscheid van zijn vader bij Sparta zijn plaats als spelmaker in het elftal overnemen. Aan de prestaties van De Korver senior wist hij echter niet te tippen.
In 1939 werd John uitgezonden naar Nederlands-Indië. Tijdens de Tweede Wereldoorlog kwam de kolonie in handen van de Japanners en werden veel Nederlanders geïnterneerd in zogenaamde jappenkampen. De Korver junior werd als dwangarbeider naar de Birma-spoorlijn gestuurd, waar hij koorts kreeg en uiteindelijk aan malaria kwam te overlijden. Hij werd begraven op de erebegraafplaats van Kanchanaburi. De dood van zijn zoon raakte Bok diep: hij werd depressief en trok zich terug uit het openbare leven. Na zijn pensioen in 1948 leefde De Korver met zijn vrouw Henriette een teruggetrokken bestaan in zijn huis aan het G.W. Burgerplein. Wel bleef hij een frequent bezoeker van de wedstrijden van Sparta.

#### Overlijden
Op 22 oktober 1957 overleed De Korver op 74-jarige leeftijd aan de gevolgen van een longontsteking. Zijn dood werd breed uitgemeten in de media, aangezien hij nog steeds grote bekendheid genoot onder sportliefhebbers. Op zijn begrafenis zei een kennis:

Nog zie ik zijn open gezicht en sportief gebaar bij het feliciteren van een partner na een nederlaag. Bij alle verdriet en twijfel blijft de zekerheid dat Bok hier op aarde geen vijanden nalaat.

De Korver werd gecremeerd in Crematorium Velsen in Driehuis. De crematie trok honderden mensen uit de sportwereld en een groot aantal vertegenwoordigers van maatschappelijke instellingen.

## Perceptie
De Korver behoorde tot de eerste groep internationals van het Nederlands elftal en was een van de eerste sporters die grote nationale bekendheid verwierf. Hij kan worden beschouwd als de allereerste Nederlandse stervoetballer.

### Tijdens zijn leven
De Korver was mede verantwoordelijk voor de opkomst van Sparta aan het begin van de twintigste eeuw en had binnen korte tijd een grote schare supporters achter zich. Al in 1913, na 11 jaar in dienst te zijn geweest van de club, werd hij uitgeroepen tot erelid. In 1916 kwam zijn biografie uit. De Korver was toen 33 en de eerste Nederlandse voetballer over wie een dergelijk boekwerk was geschreven.
De huldiging van De Korver op 17 februari 1918 voorafgaand aan een wedstrijd tegen de Utrechtse voetbalvereniging UVV – het zou zijn 350e wedstrijd in het roodwit van Sparta worden – gaf de landelijke pers opnieuw een aanleiding zich in superlatieven over hem uit te drukken. Sommige sportbladen kozen ervoor een extra editie uit te brengen om de voetbalkwaliteiten van de Rotterdammer te roemen. Een pamflet dat dat jaar uitkwam beschreef een fictieve conversatie tussen de dan nog kleine prinses Juliana en haar moeder koningin Wilhelmina.

"Moeder," zei Juliaantje onlangs tot Hare Majesteit, "Moeder, wat staan onze portretten toch dikwijls in de bladen, veel meer dan andere mensen." "Neen Juliaantje. Er is één mens, wiens portret meer in de bladen staat dan het onze. En dat is meneer De Korver uit Rotterdam." "O ja," zei Juliaantje, die een echt bijdehand kind is, "Maar Bok is ook een voetballer en wij zijn Koningin, he moe?" De Koningin zweeg."

Een van de weinigen die het enthousiasme niet deelden was De Korver zelf, die vond dat hij niets bijzonders had gedaan. Het maakte er de loftuitingen niet minder op. Bij zijn afscheid als voetballer in 1923 wijdden de media opnieuw uit over wat hij voor het Nederlandse voetbal betekend had. "Met zijn heengaan komt een plaats open, die niet te vervullen is, omdat een speler als hij zijn weerga op de Hollandse velden niet kent" schreef een journalist.
In 1928 werd er in Amsterdam een amateurvoetbalclub opgericht, die ter ere van De Korver – die op dat moment niet meer actief was als voetballer – BDK werd gedoopt. De naamkeuze was des te opmerkelijker aangezien er op sportief gebied altijd concurrentie had bestaan tussen Amsterdammers en Rotterdammers. Vandaag de dag bestaat de club niet meer.

### Na zijn dood
Ook na zijn dood was de invloed van De Korver op het Nederlandse voetbal nog merkbaar. Hij wordt beschouwd als een van de clubiconen van Sparta en ter ere van hem werd op 1 april 2007 de tribune aan de westzijde van Het Kasteel, het stadion van de Rotterdamse vereniging, herdoopt tot Bok de Korvertribune. Stadsdichter Jules Deelder, tevens supporter van de club, verrichtte de opening met het voordragen van zijn gedicht Spartageest, dat begint met de woorden Als de geest van Bok de Korver zich warmloopt langs de lijn. Op de tribune is een plaquette ter nagedachtenis aan De Korver geplaatst.
In april 2008 werd de Rotterdammer door het onafhankelijke supportersblad van Sparta In The Winning Mood uitgeroepen tot de beste Spartaan aller tijden vanwege zijn prestaties voor de club als speler en bestuurslid. Hij bleef daarmee spelers als Tonny van Ede, Rinus Terlouw en Pim Doesburg voor.
In Rotterdam werd de weg langs Sportcomplex Nieuw Terbregge, thuisbasis van de jeugdopleiding van Sparta, vernoemd naar De Korver. Ook in Amsterdam ligt een Bok de Korverweg, langs Sportpark De Eendracht van de clubs ASV De Germaan, SC Eendracht '82, P en T, SV Parkstad en SV Nieuw-West United. In Gouda is een Bok de Korverplantsoen gesitueerd en ook het sportpark van amateurclub Forza Almere draagt de naam van de verdediger.

## Bijnaam
Binnen zijn familie werd Johannes de Korver meestal Jo genoemd, maar daarbuiten stond hij vooral bekend als Bok. Hoe hij aan deze bijnaam is gekomen is onduidelijk – ook De Korver zelf heeft eens gezegd niet meer te weten waarom men hem zo noemde. Vermoedelijk is de bijnaam ontstaan in zijn periode bij Volharding en refereerde deze naar zijn harde manier van koppen of zijn koppigheid en onverzettelijkheid.

## Karakter en eigenschappen

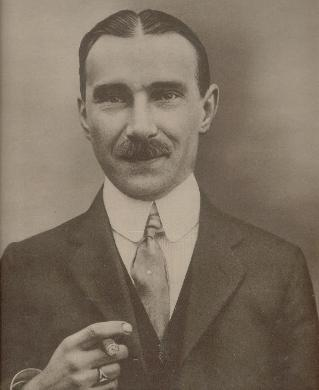
De Korver in pak, met sigaar

De Korver stond bekend als een beschaafde en kalme gentleman, die zelden een overtreding maakte en een overwinning nooit uitbundig vierde. Zelfs op het toppunt van zijn roem relativeerde hij zijn kwaliteiten en eventuele prijzen die hij kreeg werden gauw opgeborgen. Een voorbeeld hiervan is de huldigingskrans die hij kreeg voorafgaand aan een wedstrijd tegen Engeland, op 24 maart 1913, vanwege het feit dat dit zijn 30e interland zou worden. De wedstrijd werd met 2-1 gewonnen en 's avonds vierden een aantal spelers de overwinning in een café. Hier probeerde De Korver van zijn krans af te komen door hem onder de biljarttafel te schuiven. Dit mislukte echter doordat de café-eigenaar hem achterna rende met de boodschap dat hij zijn krans was vergeten.
Volgens De Korver diende een tegenstander niet te worden verslagen door middel van fysieke kracht, maar door snelheid en technische en tactische kwaliteiten. Tegelijkertijd was hij wars van tactiekbesprekingen; de Rotterdammer wilde vooral "gewoon lekker voetballen" Ook deed hij nooit mee aan trainingen, aangezien deze in zijn optiek onsportief waren: niet iedere voetballer had evenveel tijd en kans om te trainen en dus zou hij in het voordeel zijn geweest tegenover zijn tegenstander als hij er wel aan meedeed. In zijn beginperiode deed hij nog aan gymnastiek en liep hij af en toe enkele rondjes om het veld, maar intensief meetrainen met de rest van de selectie was aan hem niet besteed. Dat hij desondanks uitgroeide tot een van de beste spelers van zijn generatie dankte hij naar eigen zeggen aan het voetballen met een tennisballetje op straat als kind; de kleinere bal was veel moeilijker te controleren en vroeg om meer technische vaardigheden dan de zware lederen voetballen waarmee men op het veld speelde.
Ondanks zijn sportieve kwaliteiten leefde de verdediger niet uitzonderlijk gezond. In de rust van een wedstrijd rookte hij geregeld een sigaret om tot rust te komen en 's avonds dronk hij regelmatig enkele borreltjes. Ook vroeg naar bed gaan vond hij ongepast en vooral ongezellig.

## Statistieken

### Internationale wedstrijden
Onderstaande lijst geeft een overzicht van de 31 wedstrijden die Bok de Korver heeft gespeeld voor het Nederlands elftal. Hiervan won het team er 19, verloor er 10 en speelde 2 keer gelijk. Drie interlands vonden plaats op de Olympische Spelen van 1908 en 1912, de overige wedstrijden waren vriendschappelijk. In 15 wedstrijden was hij aanvoerder: zijn 14 laatste wedstrijden en de interland tegen Zweden op 23 oktober 1908. De Korver scoorde tweemaal in zijn interlandcarrière.

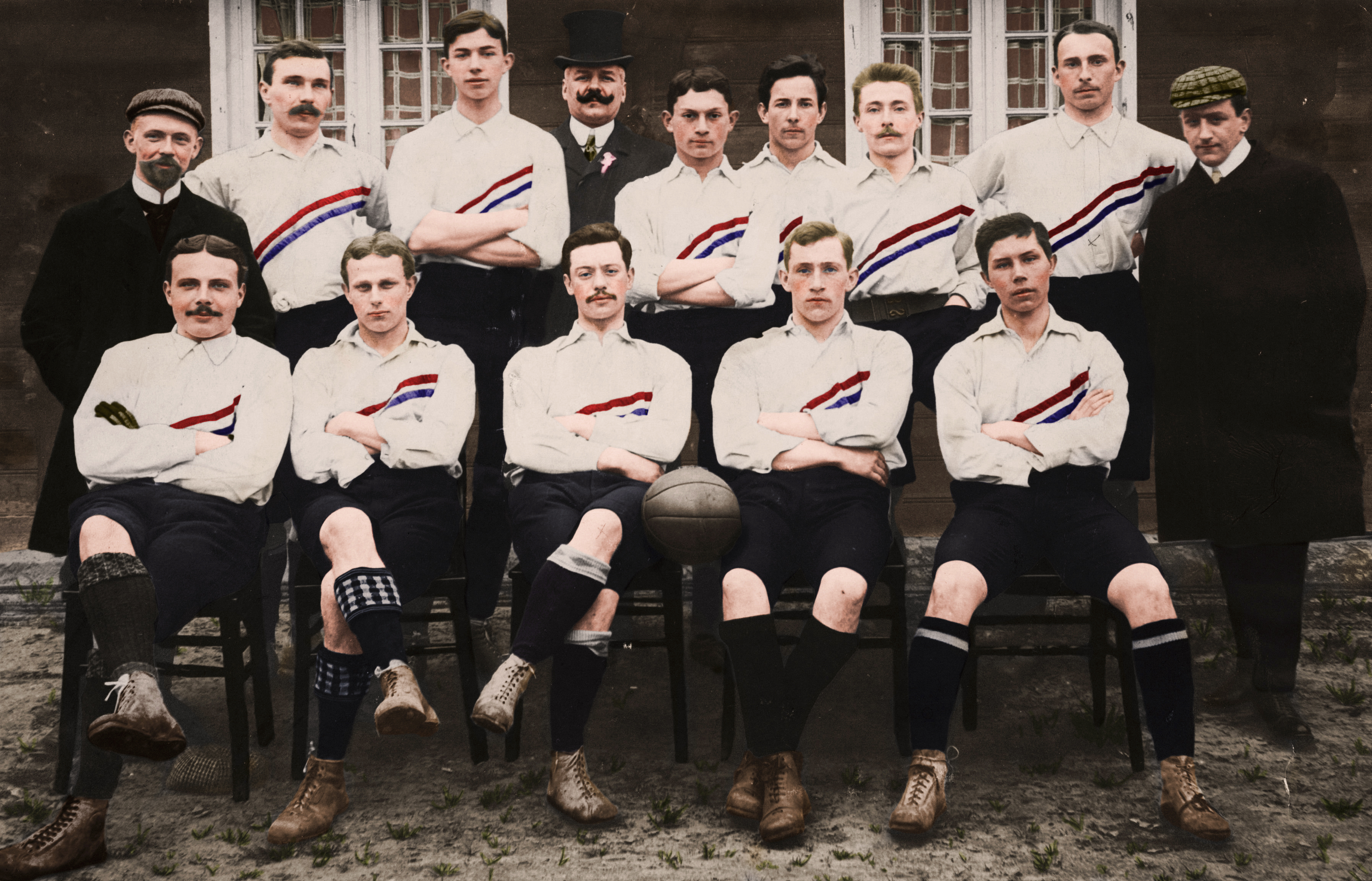
Het Nederlands elftal voor de eerste interland tegen België, op 30 april 1905 in Antwerpen. De Korver staat achteraan, tweede van links, naast de trainer.
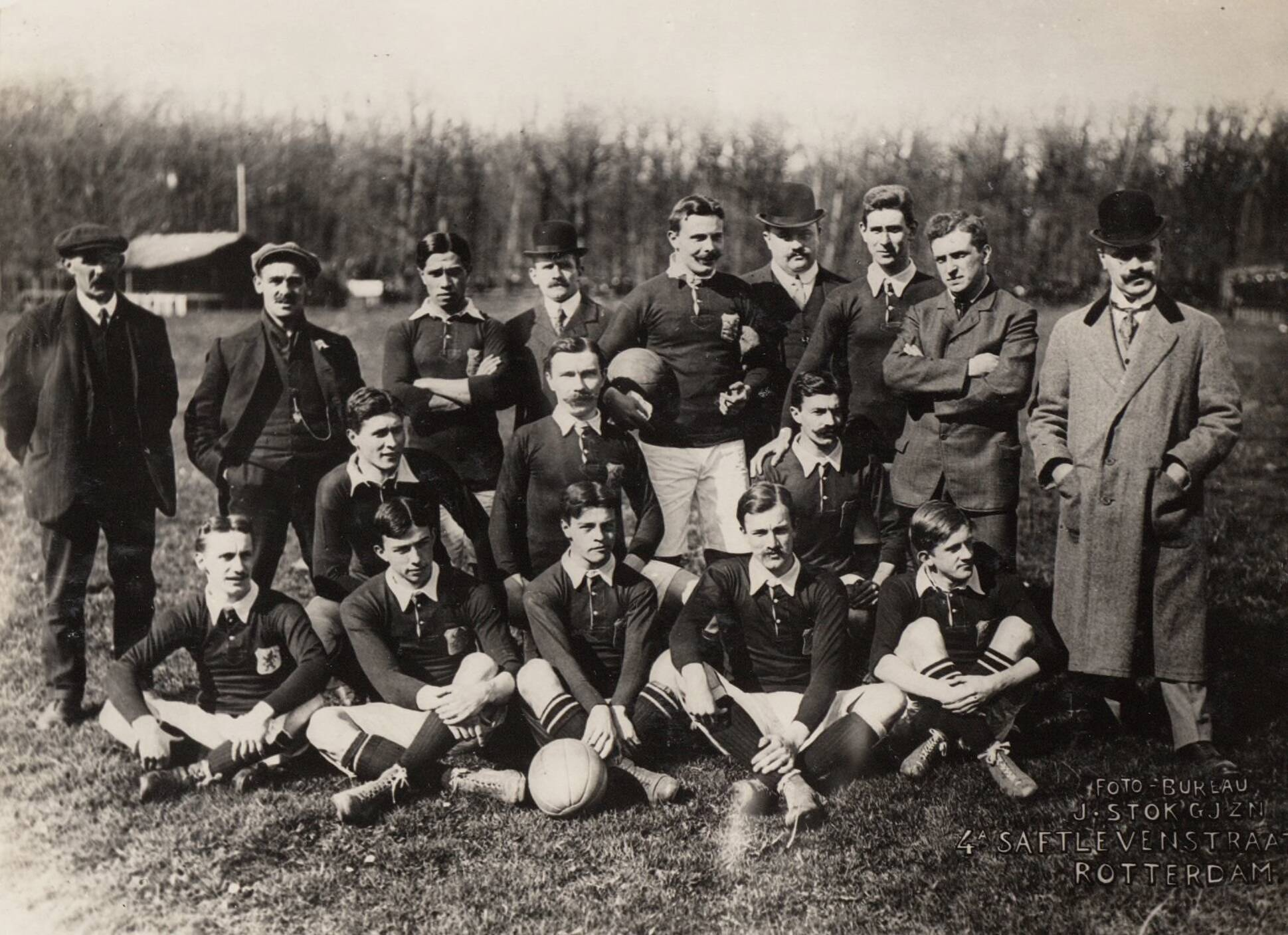
Voorafgaand aan de interland Nederland-België op 10 april 1910 in stadion De Hout in Haarlem, met De Korver op zijn knieën in het midden.
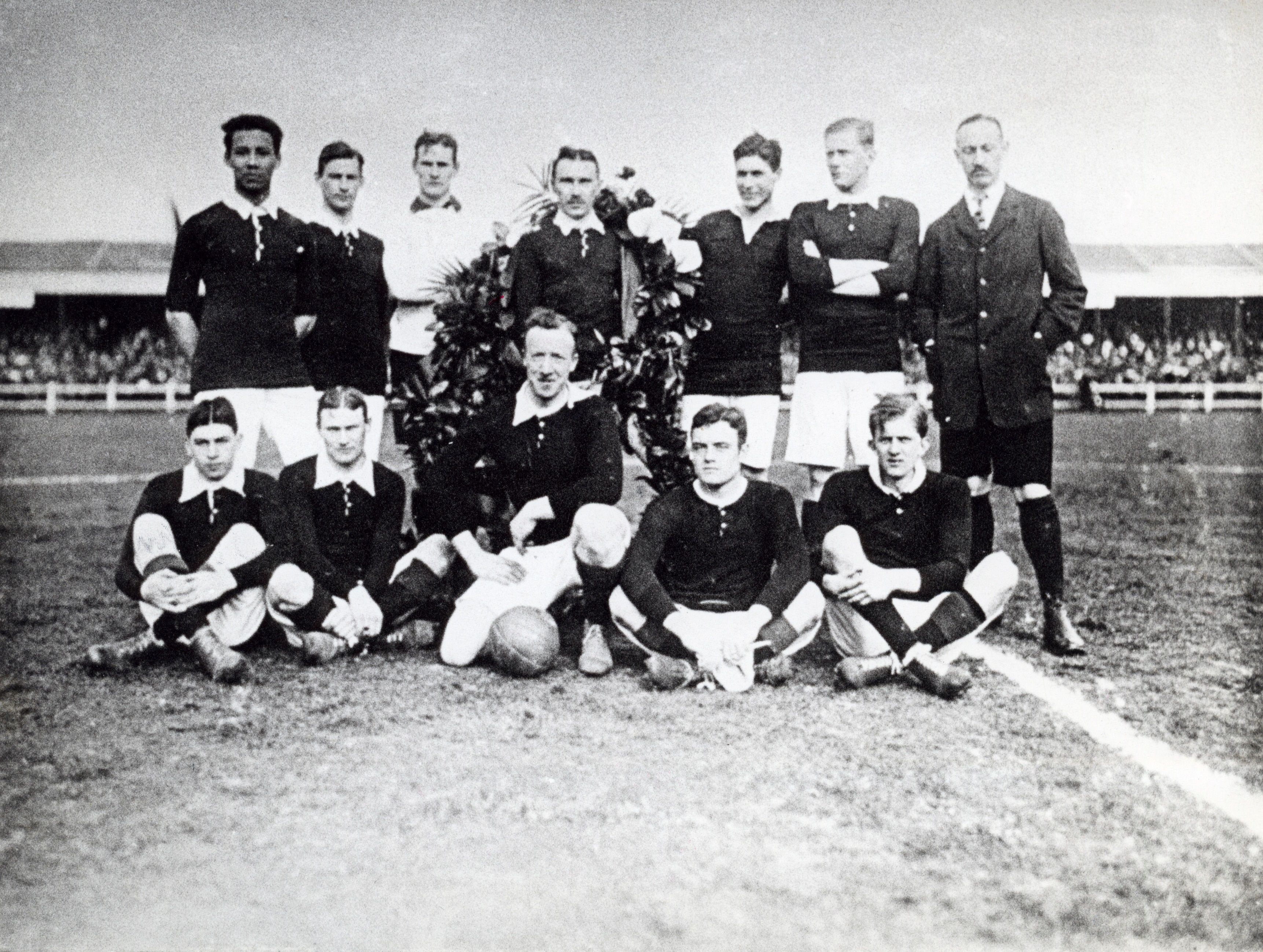
Voorafgaand aan de beroemde wedstrijd tegen Engeland op 24 maart 1913. De Korver met de gehate erekrans (zie anekdote).

| Nr. | Datum            | Locatie                         |           |           | Uitslag | Dp. | ® |
| --- | ---------------- | ------------------------------- | --------- | --------- | ------- | --- | - |
| 1.  | 30 april 1905    | Kielstadion, Antwerpen          | België    | Nederland | 1–4     | 0   |   |
| 2.  | 14 mei 1905      | Schuttersveld, Rotterdam        | Nederland | België    | 4–0     | 1   |   |
| 3.  | 29 april 1906    | Kielstadion, Antwerpen          | België    | Nederland | 5–0     | 0   |   |
| 4.  | 13 mei 1906      | Schuttersveld, Rotterdam        | Nederland | België    | 2–3     | 0   |   |
| 8.  | 21 december 1907 | Feethams, Darlington            | Engeland  | Nederland | 12–2    | 0   |   |
| 9.  | 29 maart 1908    | Kielstadion, Antwerpen          | België    | Nederland | 1–4     | 1   |   |
| 10. | 26 april 1908    | Prinsenlaan, Rotterdam          | Nederland | België    | 3–1     | 0   |   |
| 11. | 10 mei 1908      | Prinsenlaan, Rotterdam          | Nederland | Frankrijk | 4–1     | 0   |   |
| 12. | 22 oktober 1908  | White City Stadium, Londen      | Engeland  | Nederland | 4–0     | 0   |   |
| 13. | 23 oktober 1908  | White City Stadium, Londen      | Nederland | Zweden    | 2–0     | 0   |   |
| 14. | 25 oktober 1908  | De Diepput, Den Haag            | Nederland | Zweden    | 5–3     | 0   |   |
| 15. | 21 maart 1909    | Kielstadion, Antwerpen          | België    | Nederland | 1–4     | 0   |   |
| 17. | 25 april 1909    | Prinsenlaan, Rotterdam          | Nederland | België    | 4–1     | 0   |   |
| 18. | 11 december 1909 | Stamford Bridge, Londen         | Engeland  | Nederland | 9–1     | 0   |   |
| 19. | 13 maart 1910    | Kielstadion, Antwerpen          | België    | Nederland | 3–2     | 0   |   |
| 20. | 10 april 1910    | De Hout, Haarlem                | Nederland | België    | 7-0     | 0   |   |
| 21. | 24 april 1910    | Klarenbeek, Arnhem              | Nederland | Duitsland | 4–2     | 0   |   |
| 22. | 16 oktober 1910  | Vfb Kleve 1903-terrein, Kleef   | Duitsland | Nederland | 1–2     | 0   |   |
| 23. | 19 maart 1911    | Kielstadion, Antwerpen          | België    | Nederland | 1–5     | 0   |   |
| 24. | 2 april 1911     | DFC-terrein, Dordrecht          | Nederland | België    | 3–1     | 0   |   |
| 25. | 17 april 1911    | Oud-Roosenburgh, Amsterdam      | Nederland | Engeland  | 0–1     | 0   |   |
| 26. | 10 maart 1912    | Kielstadion, Antwerpen          | België    | Nederland | 1–2     | 0   |   |
| 27. | 16 maart 1912    | Anlaby Road, Hull               | Engeland  | Nederland | 4–0     | 0   |   |
| 28. | 24 maart 1912    | ZAC-terrein, Zwolle             | Nederland | Duitsland | 5–5     | 0   |   |
| 29. | 28 april 1912    | DFC-terrein, Dordrecht          | Nederland | België    | 4–3     | 0   |   |
| 30. | 29 juni 1912     | Stockholms Stadion, Stockholm   | Zweden    | Nederland | 3–4     | 0   |   |
| 34. | 17 november 1912 | Platz an der Sportpark, Leipzig | Duitsland | Nederland | 2–3     | 0   |   |
| 35. | 9 maart 1913     | Kielstadion, Antwerpen          | België    | Nederland | 3–3     | 0   |   |
| 36. | 24 maart 1913    | Houtrust, Den Haag              | Nederland | Engeland  | 2–1     | 0   |   |
| 37. | 20 april 1913    | ZAC-terrein, Zwolle             | Nederland | België    | 2–4     | 0   |   |
| 38. | 15 november 1913 | Anlaby Road, Hull               | Engeland  | Nederland | 2–1     | 0   |   |

## Citaten

### De Korver zelf
- "Wij Nederlanders zijn aanvallers, geboren aanvallers."[3]

— De Korver over het stopperspilsysteem
- "Ik was zelf ook spil en ik heb op die positie genoten, maar alleen de midvoor van de tegenpartij volgen, dat heb ik nooit gedaan."[3]

— Nogmaals De Korver

### Anderen over De Korver
- "De Belgische achterhoede was voor geen kleintje vervaard, toch kwam geen mensch hem aan zijn lijf. Hij ging door de verdediging als koek en met een lenigen knik van zijn athletischen figuur, als van een stalen veer, die los springt, poot hij den bal op een afstand van 4 meter van den doelverdediger knalhard en onhoudbaar in het doel. Een wolk van hoeden vloog omhoog".[7]

— Eddy de Neve, Nederlands international, na de eerste interland tegen België.
- "We hebben vandaag niet tegen elf, maar tegen dertien Spartanen gespeeld. De Korver stond tegelijkertijd in de achterhoede, op het middenveld en in de aanval!"[3]

— Speler van Velocitas na een verloren wedstrijd tegen Sparta in 1904.
- "Men zei van hem, dat men hem op weg naar het doel zeker driemaal zou moeten voorbij komen aleer de weg vrij was."[6]

— Radioverslaggever Ad van Emmenes.
- "Bok de Korver is een bijna legendarische figuur geworden. Hij was een groot spil, die zijn weerga niet heeft gehad. Hij was een sportman in de beste zin des woords en door zijn spel een propagandist, aan wie het Nederlandse voetbal veel verschuldigd is."[1]

— Comité o.l.v Karel Lotsy op de 70e verjaardag van De Korver.